# Spojovací letadlo

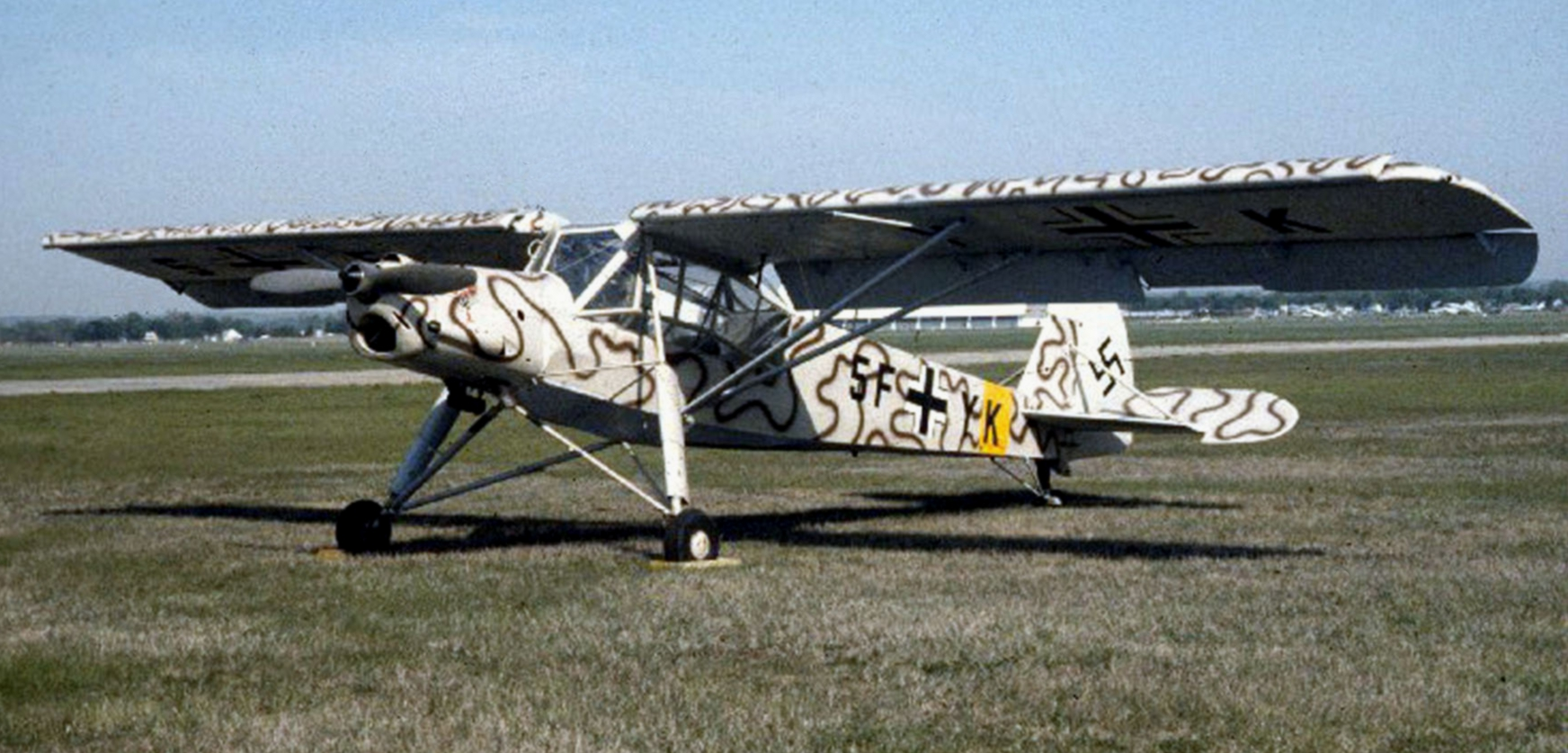
Fieseler Fi 156 Storch

Spojovací letadlo je malé, neozbrojené letadlo, vyvinuté během druhé světové války, používané hlavně vojenskými silami pro pozorování pozic dělostřelectva nebo k přepravě důstojníků a kurýrů. Používalo se i jako letecká ambulance nebo k pozorování bojiště, kontrole kolon nebo k přepravě lehkých nákladů apod. Tyto letouny jsou schopné provozu na malých, neupravených letištích nebo polích s primitivními podmínkami. Dnes funkci spojovacích letounů vykonávají vrtulníky.